# まばたき (藤原さくらのアルバム)
『まばたき』は、2022年11月9日にSPEEDSTAR RECORDSからリリースされた藤原さくらのシングルEP。

## 概要
フィジカル作品としては、3rdアルバム『SUPERMARKET』以来約2年ぶりとなるシングルEP。完全生産限定盤（BOOK＋CD）のみでのリリース。
表題曲「まばたき」や2017年に発表された曲「Just the way we are」、そして「ラタムニカ」「わたしのLife」「ゆめのなか」「「かわいい」」の弾き語りバージョンの全6曲入りのEP。「ゆめのなか」はファン投票によって収録が決定された。
「まばたき」は、2022年11月13日開始のABEMAオリジナル恋愛番組『恋愛ドラマな恋がしたい in NEW YORK』第2話の主題歌。「Just the way we are」は、2017年のNHKによるプロジェクト「アニ×パラ あなたのヒーローは誰ですか」の第2弾“パラ陸上競技”編のテーマ曲として制作された楽曲。このプロジェクトは、マンガ家・窪之内英策原作によるアニメーションに藤原がテーマ曲を書き下ろすというコラボ企画で、アニメは2017年10月25日からNHK総合、NHK BS1、NHK Eテレで放送されていたが、音源自体は今作がリリースされるまで未発売だった。
本作は、撮りおろし写真と藤原さくら自身による全曲セルフライナーノーツなど40Pのボリュームで構成され、絵本などで使われる“ドイツ装”と呼ばれるユニークな装丁の特別仕様となっている。デザインは田部井美奈が担当。
リリース日の同日に、映画監督の松本花奈がディレクションしたミュージックビデオが公開された。MVには「まばたき」のレコーディングに参加したベースのCurly Giraffe、ギターの名越由貴夫、ドラムの山本達久も登場している。

## 制作の背景
「まばたき」は前作『SUPERMARKET』に収録されている曲と比較して、音数が少なく余白のあるようなアコースティックなサウンドを志向した作品。参照した作品のひとつとして、ブルーノ・メジャーのアルバム『To Let A Good Thing Die』を挙げている。
アコースティックサウンドの楽曲を作りたいという思いから、デビュー当初からともに制作をしてきた高桑圭（Curly Giraffe）にプロデュースを依頼した。ドラムを担当した山本達久は、藤原が石橋英子のライブに行った際に初めて山本の「歌うような演奏」に感動したことがきっかけでオファーに至った。アコースティックギターとエレキギターを担当した名越由貴夫は、Curly Giraffeのライブやミュージカル『ジャニス』でも共演したことがある。
「まばたき」の作詞は藤原本人だが、作曲にはプロデューサーの高桑圭（Curly Giraffe）も参加している。「Kirakira」「mother」「わたしのLife」と同様に、作曲をプロデューサーと協働で行うことについて藤原は、シンガーソングライターとして曲づくりの最初から最後までを自己完結できるようになりたいという思いはデビュー以来変わらずに持っているが、2021年から2022年にかけてMichael Kaneko・Rei・maco maretsなどとの共同制作を経たことで制作に対するマインドが変化し、ひとと一緒にやることで「化学反応……自分では到達できないところに手が届くような気がしましたし、なによりも人と一緒に制作することは楽しい」と述べており、楽曲制作において人のアドバイスを柔軟に取り入れたいと説明している。
藤原自身は『まばたき』を自身の「名刺のような役割」の作品と評している。

## 収録曲
| 全作詞: 藤原さくら。 |                                   |            |                                    |                        |      |
| #                    | タイトル                          | 作詞       | 作曲                               | 編曲                   | 時間 |
| 1.                   | 「まばたき」                      | 藤原さくら | 藤原さくら、高桑圭 (Curly Giraffe) | 高桑圭 (Curly Giraffe) | 4:11 |
| 2.                   | 「Just the way we are」           | 藤原さくら | 藤原さくら                         | 高桑圭 (Curly Giraffe) | 3:57 |
| 3.                   | 「ラタムニカ（Acoustic 2022）」   | 藤原さくら | 藤原さくら                         | 藤原さくら             | 3:18 |
| 4.                   | 「わたしのLife（Acoustic 2022）」 | 藤原さくら | 藤原さくら、Yaffle                 | 藤原さくら             | 3:58 |
| 5.                   | 「ゆめのなか（Acoustic 2022）」   | 藤原さくら | 藤原さくら                         | 藤原さくら             | 4:52 |
| 6.                   | 「「かわいい」（Acoustic 2022）」 | 藤原さくら | 藤原さくら                         | 藤原さくら             | 4:44 |

## 参加ミュージシャン
- 藤原さくら：ボーカル、コーラス（#1,2）、アコースティック・ギター（#3,4,5,6）
- 高桑圭 (Curly Giraffe)：サウンドプロデュース（#1,2）、コントラバス（#1）、プログラミング（#1,2）
- 名越由貴夫：エレクトリック・ギター＆アコースティック・ギター（#1）
- 山本達久：ドラムス（#1）